# Ouled Bessem
Ouled Bessem là một đô thị thuộc tỉnh Tissemsilt, Algérie. Dân số thời điểm năm 2002 là 9.325 người.